# Rendova
Rendova ist eine Insel des New-Georgia-Archipels in der Western-Provinz der Salomonen. Sie hat eine Fläche von 411 km² und der höchste Punkt hat eine Höhe von 1060 m über dem Meer.
Die größten Siedlungen, Ughele und Bango Pingo, liegen an der Ostküste, am Blanche Channel, der die Insel von New Georgia trennt, der Hauptinsel des Archipels.